# Specklinia longilabris
Specklinia longilabris är en orkidéart som först beskrevs av John Lindley, och fick sitt nu gällande namn av Carlyle August Luer. Specklinia longilabris ingår i släktet Specklinia och familjen orkidéer. Inga underarter finns listade i Catalogue of Life.